# Хезболла

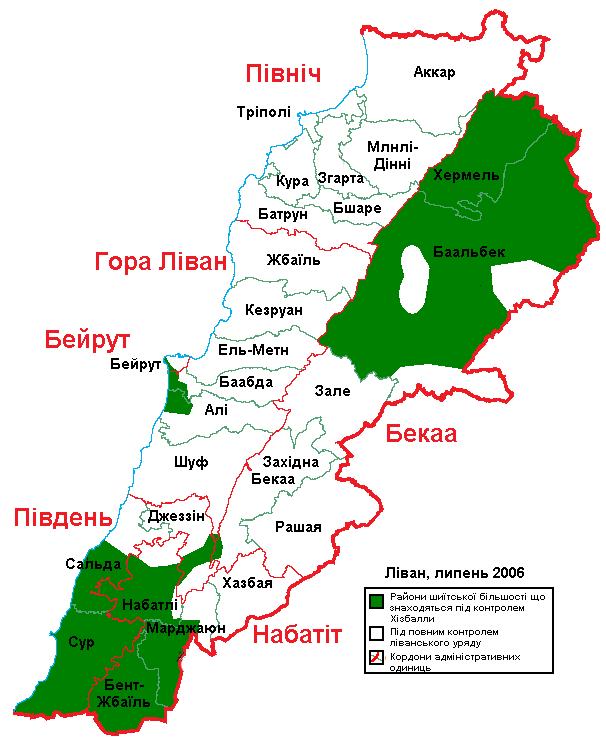
Райони шиїтської більшості, де Хезбалла має значну підтримку

Хезболла, Хезбалла, Гезболла (араб. حزب الله‎, Ḥizbu 'llāh — партія Бога або партія Аллаха), також Хізболла або Хізбулла — ліванська шиїтська парамілітарна ісламістська організація і політична партія.
Визнана терористичною організацією урядами Ізраїлю, США, Канади та Бахрейну. Європейський Союз, Велика Британія, Австралія та Нідерланди визнають терористичною Зовнішню Організацію Безпеки Хезболли. З погляду деяких країн мусульманського світу вважалась групою опору окупантам, проте Ліга арабських держав визнала Хезболлу терористичною організацією в березні 2016 року.
Заступник Генерального секретаря ООН Марк Мелоч Браун (Mark Malloch Brown) заявив, що хоч «Хезболла використовує терористичну тактику», марно називати її терористичною організацією; краще б Сполучені Штати й міжнародна спільнота (на його думку) визнали Хезболлу за законну політичну партію.
Як політична партія після виборів 2005 року Хезболла має 14 своїх представників у парламенті Лівану, крім того, вона майже повністю контролює південну частину території Лівану.
Хезболла сформована у відповідь на ізраїльську окупацію Лівану 1982 року за підтримки прихильників Аятоли Хомейні. Хезболла розглядає Ізраїль як «нелегальне узурпаторське угрупування, засноване на зрадливості, різанинах та ілюзіях». Здебільшого вона підтримується шиїтським населенням Лівану, та є однією з двох впливових шиїтських організацій Лівану (друга — Амаль). Хезболла не тільки збройна та політична структура, вона також організує широку соціальну програму. Її громадське крило управляє лікарнями, агенціями новин та шкільництвом. Її кампанія реконструкції (Джихад аль-Біна) відповідає за численні економічні й інфраструктурні проєкти в Лівані. Група керує щонайменше чотирма лікарнями, 12 невеликими клініками, 12 школами та двома сільськогосподарськими центрами, які забезпечують фермерів технічною допомогою і навчанням. Вона також має екологічний відділ і широку соціальну програму допомоги.
До 27 вересня 2024 року Армією оборони Ізраїлю було ліквідовано майже все керівництво організації. 29 жовтня 2024 року керівником органіації обрано Наїма Касема, що був заступником колишнього ватажка Хасана Насралли, ліквідованого ЦАХАЛом у вересні 2024 року.

## Зародження
Хезболла сформована для поборювання ізраїльської окупації слідом за вторгненням до Лівану в 1982 році. Одним із початкових гасел також було перетворення Лівану на ісламську республіку на кшталт Ірану. Офіційно ж організація заснована 16 лютого 1985 року, коли Шейх Ібрагім аль-Амін оголосив маніфест групи. Після заснування до Хезболли повністю або частково приєднався цілий ряд шиїтських груп, наприклад Ісламський Джихад, Організація пригноблених Землі та Організації революційного правосуддя. Ці назви та Хезболла вважаються синонімами з точки зору США та Ізраїлю.

## Ідеологія та Маніфест
Ідеологію Хезболли можна узагальнити як шиїтський радикалізм. Організація натхненна Іранською Революцією та теологією Рухолли Хомейні, і була сформована послідовниками Хомейні на початку 1980-х років для поширення ісламської революції.

16 лютого 1985 року було опубліковано Маніфест, у якому було викладено цілі Хезболли;
(а) остаточно вигнати американців, французів та їхніх союзників з Лівану, поклавши кінець будь-якому колонізаторському утворенню на нашій землі;
(b) підпорядкувати Фаланги справедливій владі та притягнути їх усіх до відповідальності за злочини, які вони вчинили проти мусульман і християн;

(c) дозволити всім синам нашого народу визначати своє майбутнє і з усією свободою обирати форму правління, яку вони бажають. Ми закликаємо їх усіх вибрати варіант ісламського уряду, який єдиний здатний гарантувати справедливість і свободу для всіх. Тільки ісламський режим може зупинити будь-які подальші пробні спроби імперіалістичного проникнення в нашу країну.
Також звернення до християн, де їм пропонується «прийняти іслам, аби бути щасливими у цьому світі і наступному» або «підтримувати зв'язки з мусульманами і не брати участі в будь-яких діях проти них», позиція щодо Холодної Війни(організація відкидає як СРСР, так і США) та заклик до знищення Ізраїлю.

## Військова і фінансова допомога
Є підозра, що Хезболла має істотну підтримку з Сирії та Ірану грошима, зброєю та навчанням. США оцінюють розмір допомоги з Ірану в 60—100 мільйонів доларів щороку. Згідно з американськими джерелами, 3 тис. членів Хезболли пройшли військовий вишкіл в Ірані, серед них 50 пілотів. Окрім того, Іран поставив близько 11,5 тис. ракет.
Сирія та Іран спростовують твердження, що їхня зброя надходить до бойовиків. Також тільки Іран, але не Сирія, допомагають Хезболлі грошима, і лише з гуманітарною метою. Згідно з Хусейном Наблусі, представником Хезболли, група збирає більшу частину грошей пожертвами.

## Політична активність
Хезболла — активний учасник політичного життя Лівану. У 1992 році вона вперше взяла участь у ліванських виборах, отримавши 12 місць зі 128 в парламенті. Також вона отримала 10 місць у 1996-му і 8 у 2000 роках. На виборах 2005 року вона отримала 14 місць у парламенті країни та 23 місця (в альянсі Амаль-Хезболла) в Південному Лівані.

Член групи Мугамед Фнейш, призначений міністром енергетичних і водних ресурсів, сказав:
Ми — політична сила, яка взяла участь у списках виборців під лозунгом захисту Лівану й дістали високий рівень підтримки… Опір Хезболли (проти Ізраїлю) жодним чином не суперечить її політичній ролі. Як приєднання до уряду і парламенту — національний обов'язок, так і захист країни.
Хезболла також має молодіжні організації в університетах країни, приваблюючи молодь до політичної активності.

## Діяльність за межами Лівану

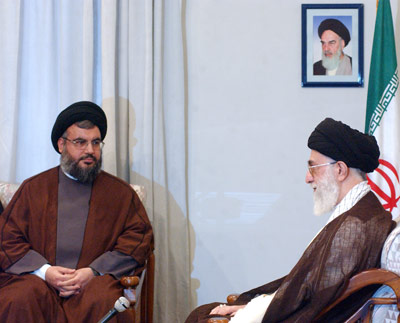
Хасан Насралла відвідує верховного лідера Ірану Алі Хаменеї в Тегерані, 2005 рік

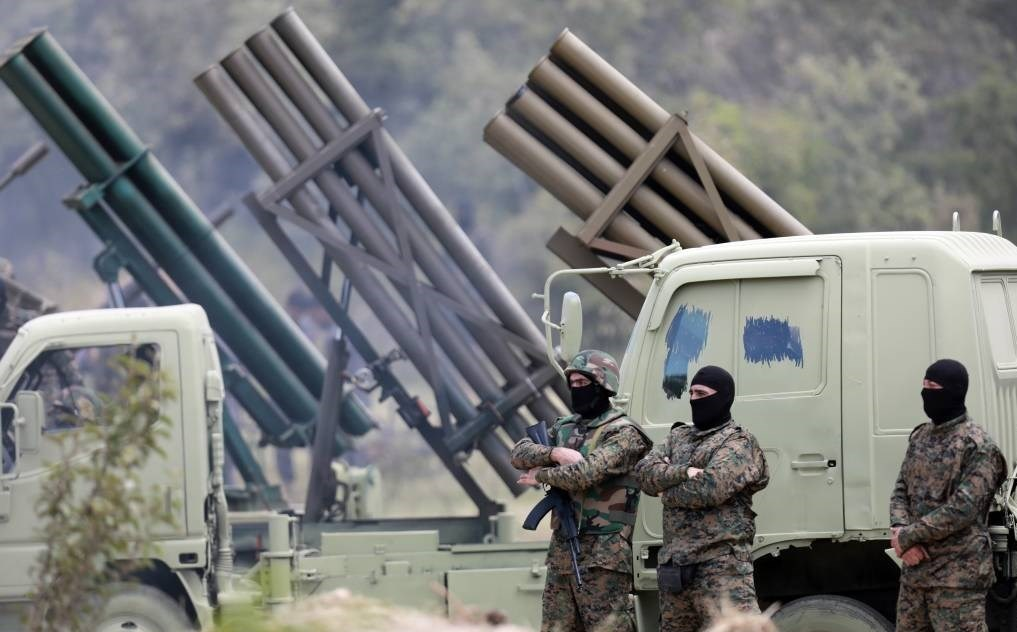
Бойовики Хезболла, 2023 рік

### Боснія і Герцеговина
Хезболла надала 150 бойовиків для участі в боях на боці боснійських мусульман під час Боснійської війни в рамках ширшої участі Ірану. Уряд боснійських мусульман є клієнтом іранців, написав агент ЦРУ Роберт Баєр, який перебував у Сараєво під час війни. «Якщо доведеться обирати між ЦРУ та іранцями, вони оберуть іранців у будь-який день». Наприкінці війни опитування громадської думки показали, що близько 86 відсотків боснійських мусульман позитивно ставляться до Ірану. «Хезболла» відправила 150 бійців на боротьбу проти Армії боснійських сербів. Всі іноземні шиїтські радники і бойовики залишили Боснію після закінчення конфлікту.

### Бахрейн
7 квітня 2013 року уряд Бахрейну схвалив пропозицію парламенту скласти список терористичних організацій і додати до нього Хезболлу, а також наказав міністерствам внутрішніх та закордонних справ вжити заходів щодо втілення цієї резолюції. Цей крок зроблений після виявлення в Бахрейні терористичних осередків і терористичних актів цієї ліванської шиїтської організації та після протестів шиїтів у королівстві, які почалися в лютому 2011 року і які, на думку влади, керовані й фінансовані Іраном та Хезболлою.
Влада у Бахрейні з острахом сприймає втручання у внутрішні справи країни Хезболли та Ірану, оскільки побоюється, що Іран може підбурювати шиїтську більшість населення королівства та перетворити країну на свою провінцію.

### Нігерія
30 травня 2013 року влада Нігерії повідомила про затримання трьох ліванців — членів руху «Хезболла». Їх заарештували в місті Кано на півночі країни. Під час обшуку їхніх резиденцій на одній із них виявили склад зброї. Влада країни не виключає можливості зв'язку «Хезболли» та нігерійського угруповання «Боку Харам».

### Сирія
До промови Хассана Насралли 25 травня 2013 року на честь річниці виведення ізраїльських військ з Лівану Хезболла намагалася тримати в таємниці участь у громадянській війні в Сирії. Однак лідер організації, Насралла, відкрито визнав, що бійці Хезболли вже деякий час беруть участь у війні на боці лояльних до Ассада сил. Уже через кілька годин після виступу Насралли в ЗМІ країн Перської затоки стали з'являтись статті з гострою критикою політики й діяльності Хезболли, а також заклики визнати організацію терористичною та вжити заходів проти її економічних і політичних активів у регіоні. Деякі видання (Al-Madina, Al-Watan) стверджували, що Хезболла воює проти братів-мусульман на боці Ірану та Росії.
Бійці Хезболли виступили на боці режиму Ассада в боях за прикордонне сирійське місто Кусейр. За повідомленнями ЗМІ в боях загинув один із польових командирів Хізбалли Фаді аль-Джаззар. 5 червня проурядовим військам вдалось відновити контроль над містом. За даними ЗМІ в боях за місто загинуло близько 40 бойовиків угрупування.
3 червня стались бої на території Лівану між антиурядовими бойовиками з Сирії та бойовиками ліванського шиїтського угруповання «Хезболла», яке підтримує сирійський уряд. Згідно з джерелом, бій відбувся в районі міста Баальбек на сході долини Бекаа. У результаті загинули близько 15 сирійських повстанців, а також один боєць «Хезболли». Утім, точна кількість жертв збройного зіткнення у віддаленому прикордонному районі невідома.
Бій пройшов на тлі ракетних обстрілів, які мали місце протягом останніх днів з території Сирії по ряду об'єктів у ліванській долині Бекаа, що є оплотом угруповання. Згідно з державним інформагентством Лівану NNA, останній обстріл відбувся у неділю по поселенню Гермель. Перед цим трьома ракетами був обстріляний і шиїтський квартал на південному сході столиці Бейрута.
Станом на початок 2016 року, за даними Армії оборони Ізраїлю, в Сирії перебувало близько 6—7 тисяч бійців, за час громадянської війни в Сирії загинуло близько 1300 бойовиків цієї організації (вдвічі більше, ніж втрачено у війні з Ізраїлем 2006 року). Іще близько 10 тисяч бойовиків були поранені. За тими ж оцінками Хезболла мала всього близько 20 тисяч бойовиків і приблизно таку саму кількість резервістів. Також організація зазнала репутаційних втрат: «Хезболла» зазнала критики у всьому суннітському співтоваристві.

### Латинська Америка
За повідомленням газети «Corriere della Sera», в 2011 році Хезболла розпочала створення опорної тилової бази на Кубі. За даними видання, у серпні 2011 року три високопоставлені представники організації прибули з Мексики на Кубу із завданням керівництва організувати на острові плацдарм. Очікується, що до них приєднаються ще 23 бойовики, відібрані Талалем Хамією, який курирує у Хезболлі секретні операції. На створення бази виділено бюджет у розмірі півтора мільйона доларів. Автор статті нагадує, що Хезболла протягом багатьох років діє у Латинській Америці, дуже часто на користь Ірану. Опорні пункти руху знаходяться у Парагваї, Бразилії, Венесуелі, Аргентині. За підтримки Ірану бойовики Хезболли двічі здійснювали акції в Аргентині: напад на посольство Ізраїлю та на представництво єврейської організації.

### Ізраїль
12 червня 2006 року «Хезболла» захопила двох ізраїльських солдатів, раптово атакувавши пости ізраїльсько-ліванського кордону. У відповідь єврейські сили вторглися до південного Лівану у спробі повернути полонених, «Хезболла» відповіла ракетним обстрілом міст і селищ на півночі Ізраїлю. Випустили до 5 тис. ракет, що становило третину арсеналу організації. Щоб відтіснити «Хезболла» від кордону, Ізраїль розпочав повномасштабну наземну операцію в Лівані. Бої закінчилися угодою ООН про припинення вогню 14 серпня 2006 року. Документ також закликав до роззброєння «Хезболли», хоча цієї мети досягнуто не було.
Після вторгнення ХАМАСу в Ізраїль в жовтні 2023, «Хезболла», будучи союзником Хамасу попереджала, що відновлення боїв у секторі Газа може спровокувати ескалацію, перетворивши північ Ізраїлю та Західний берег на поля битв. З початку війни «Хезболла» почала активно атакувати військові об'єкти та цивільну інфраструктуру на півночі Ізраїлю. Так, 8 жовтня терористи обстріляли ракетами території ферми Шебаа, і навіть атакували протитанковими ракетами мирне населення єврейських прикордонних поселеннь. У відповідь бойові літаки Ізраїлю здійснили нальоти на прикордонні поселення на півдні Лівану.
3 липня 2024 року Ізраїль ліквідував у Лівані Мохаммеда Насера, одного з верховних командирів угруповання.
27 вересня 2024 року авіударом по околицях Бейруту було ліквідовано ватажка організації Хасана Насраллу, разом із командувачем південного фронту «Хезболли» Алі Каркі та іншими командирами угруповування. 29 вересня ЦАХАЛ ліквідував іншого командира Наубіля Каука під час авіаудару по столиці Лівану.

### Росія
Росія підтримує дружні відносини з Хезболлою і не визнає її терористичною організацією. Лідери Хезболли неодноразово з офіційним візитом відвідували Москву на запрошення президента РФ. З початку своєї військової присутності у Сирії росіяни прямо співпрацювали з Хезболлою. Російські офіцери та представники угруповання займалися координацією дій та підготовкою спільних операцій у боях проти повстанців. Хезболла отримує можливість закуповувати у Москви сучасне (у тому числі й ракетне) озброєння, яке використовується для обстрілів Ізраїлю. Російські протитанкові засоби також відіграли значну роль в операціях Хезболли проти Армії оборони Ізраїлю під час війни в Лівані у 2006 році.

### Україна
25 березня 2022 року канал «Аль Хадас», що входить до концерну «Аль-Арабія» (найбільша арабомовна телекомпанія у світі), повідомив про те, що російська ПВК «Вагнер» нібито веде переговори з «Хезболлою» про відправку бойовиків в Україну. За даними «Аль-Хадас», «Вагнер» на цих переговорах нібито представляв Олександр Кузнєцов. З боку «Хезболли» виступив високопосадовець підрозділу безпеки Наджі Хасан Аль Шартуні (позивний — Хадж Абу Алі). Зустріч нібито відбулася кілька днів тому, сторони домовились про відправку 800 бойовиків «Хезболли» в Україну через Білорусь.